# Emmanuel Giroux
Emmanuel Giroux (né en 1961 à Dijon) est un mathématicien français connu pour ses recherches sur la géométrie de contact et le théorème des livres ouverts,.

## Biographie
Emmanuel Giroux a fait ses études universitaires à l'École normale supérieure de Saint-Cloud et à l'Université Paris-Sud ; il obtient son doctorat à École normale supérieure et à l'Université Claude Bernard Lyon I en 1991 sous la direction de François Laudenbach, puis son habilitation à diriger des recherches en 2000. Il intègre le CNRS en 1989, d'abord comme chargé de recherche, puis comme directeur de recherche à partir de 2001. Il est professeur à l'École normale supérieure de Lyon. Il a été depuis 2013 directeur de l'Unité de mathématiques pures et appliquées (UMPA) de l'École normale supérieure de Lyon,. En 2015, il quitte Lyon pour codiriger l'Unité mixte internationale du  Centre national de la recherche scientifique et du Centre de recherches mathématiques à Montréal au Canada.
Giroux souffre du syndrome de Marfan qui l'a rendu aveugle à l'âge de 11 ans,.

## Contributions mathématiques
Les recherches d'Emmanuel Giroux portent sur la topologie différentielle, la géométrie symplectique et la géométrie complexe. Emmanuel Giroux est connu pour avoir établi une connexion entre la géométrie de contact des variétés tridimensionnelles et la décomposition en livres ouverts de ces variétés. Elle permet d'étudier la géométrie de contact avec les outils de la topologie en basses dimensions. Cette correspondance est qualifiée de « percée » par d'autres mathématiciens.
En 2002, Giroux était conférencier invité au congrès international des mathématiciens de Pékin. Il est lauréat du prix Carrière de l'Académie des sciences en 1995.

## Publications (sélection)
- 1991 : Emmanuel Giroux, « Convexité en géometrie de contact », Comm. Math. Helv., vol. 66,‎ 1991, p. 637–677.
- 1993 : Emmanuel Giroux, « Topologie de contact en dimension 3, autour de travaux de Yakov Eliashberg », Séminaire Bourbaki, no 760,‎ 1992/93 (MR 1246390, zbMATH 0793.53037, lire en ligne).
- 1994 : Emmanuel Giroux, « Une structure de contact, même tendue, est plus ou moins tordue », Annales scientifiques de l'École Normale Supérieure, 4e série, vol. 27, no 6,‎ 1994, p. 697–705 (DOI 10.24033/asens.1704, MR 96b:57034, zbMATH 0819.53018, lire en ligne).
- 1999 : Emmanuel Giroux, « Une infinité de structures de contact tendues sur une infinité de variétés », Inventiones Mathematicae, vol. 135,‎ 1999, p. 789–802.
- 2002 : Emmanuel Giroux, « Géometrie de contact: de la dimension trois vers les dimensions supérieure », dans Proceedings of the International Congress of Mathematicians, vol. II, Pékin, Higher Ed. Press, 2002 (MR 1957051, arXiv 0305129), p. 405-414.
- 2009 : Vincent Colin, Emmanuel Giroux et Ko Honda, « Finitude homotopique et isotopique des structures de contact tendues », Publications Mathématiques de l'IHÉS, no 109,‎ 2009, p. 245-293 (DOI 10.1007/s10240-009-0022-y, MR 2511589, zbMATH 1268.57013, lire en ligne).
- 2009 : Emmanuel Giroux, « Sur la géométrie et la dynamique des transformations de contact, d’après Y. Eliashberg, L. Polterovich et al. », Séminaire Bourbaki, no 1004,‎ septembre 2008.
- 2017 : Emmanuel Giroux et Patrick Massot, « On the contact mapping class group of Legendrian circle bundles », Compos. Math., vol. 153, no 2,‎ 2017, p. 294-312 (MR 3604864).